# Gerardo Budowski
Gerardo Budowski (10. Juni 1925 in Berlin – 8. Oktober 2014 in San José, Costa Rica) war ein deutsch-venezolanischer Schachmeister und Wissenschaftler.

## Leben
Gerardo Budowski wurde in Berlin als Kind einer schachbegeisterten Familie geboren. Seine Mutter spielte bei einer Simultanvorführung am 30. Oktober 1925 in Berlin gegen José Raúl Capablanca, sein Vater war mit Alexander Aljechin befreundet. Budowski verließ nach der Machtergreifung der Nationalsozialisten Deutschland und zog nach Paris, wo er von Aljechin Schachunterricht bekam. Während des Zweiten Weltkrieges emigrierte er nach Venezuela, wo er die Staatsbürgerschaft erhielt. Ab 1952 wohnte er in Costa Rica.
Er erhielt 1948 den Bachelorabschluss als Agrartechniker an der Zentraluniversität von Venezuela in Caracas, in Turrialba am Inter-American Institute for Cooperation in Agriculture (IICA) folgte der Masterabschluss. 1962 erhielt er den Doktortitel in Forstwissenschaft von der Yale University. Von 1970 bis 1976 war er Generaldirektor der IUCN. 2008 bekam er den Titel eines emeritierten Professors der University for Peace verliehen.
Gerardo Budowski starb am 8. Oktober 2014 in San José eines natürlichen Todes.

## Karriere
1951 gewann Budowski durch einen 6:0-Sieg über Julio García den venezolanischen Meistertitel. In den 50er-Jahren nahm er an mehreren Meisterschaften in Costa Rica teil. Budowski gewann mit Turrialba 1965 die costa-ricanische Mannschaftsmeisterschaft. Bei der Schacholympiade 1968 in Lugano spielte er für Venezuela.